# Luciano De Crescenzo

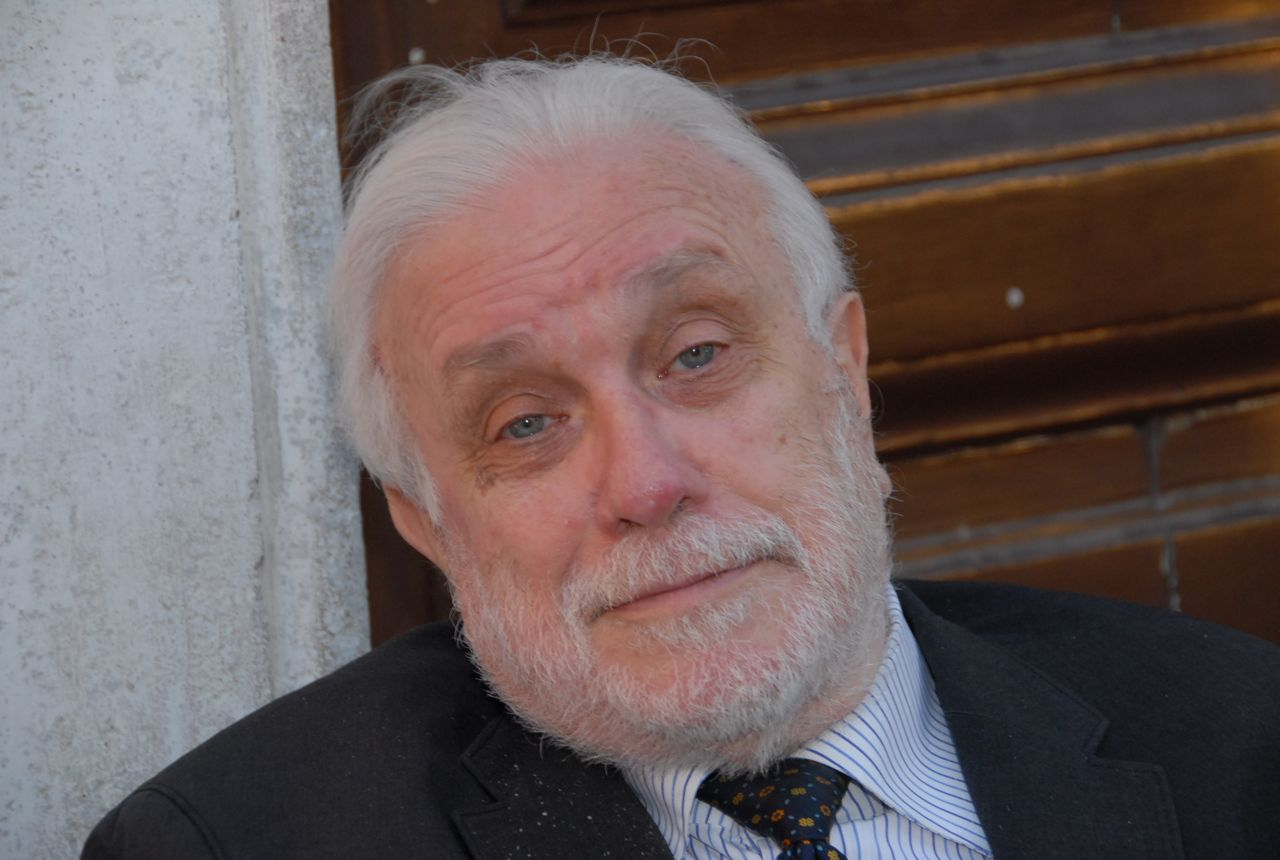
Luciano De Crescenzo (2007)

Luciano De Crescenzo [luˈtʃaːno de kreˈʃentso] (* 18. August 1928 in Neapel; † 18. Juli 2019 in Rom) war ein italienischer Schriftsteller und Filmregisseur. Er wurde unter anderem bekannt durch seinen Roman Also sprach Bellavista. Neapel, Liebe und Freiheit.

## Leben
De Crescenzo studierte Ingenieurwissenschaften an der Universität Neapel und arbeitete dann als leitender Ingenieur im Bereich Marketing beim Computerkonzern IBM, ehe er sich Mitte der 1970er-Jahre mit 45 Jahren ganz dem Schreiben und der Philosophie widmete.
De Crescenzo war geschieden, hatte eine Tochter und lebte in Neapel, dessen Atmosphäre er in seinen Büchern immer wieder aufgriff, sowie in Rom. De Crescenzo war befreundet mit Bud Spencer, der ebenfalls aus Neapel kam. Sein Lebenswunsch war es, so zu werden wie sein Onkel Luigi. Dieser war ein Lebemann: Junggeselle, Pferdeliebhaber, gutaussehend und verschwenderisch. Onkel Luigi reiste zweimal nach Amerika, wo er für etwa ein halbes Jahr einen Job annahm, den er jedoch wieder kündigte und nach Neapel zurückkehrte, um sich eine neue Arbeit zu suchen. 
Die Familie (insgesamt 15 Mitglieder) musste im Zweiten Weltkrieg Neapel verlassen. Der Vater entschied sich für die Stadt Cassino (Latium). Dies war der Schauplatz der Schlacht bei Monte Cassino. Dort besuchte de Crescenzo für einige Monate das Gymnasium und nahm nach der Einstellung des Busverkehrs Privatunterricht bei einem jüdischen Lehrer, der ihn in Latein, Italienisch, Geschichte und Mathematik unterrichtete. De Crescenzo war offenbar der einzige, der in der Schule Deutsch lernte. Schließlich wurde die Familie nach Rom deportiert, in ein Schulgebäude, je 15 Personen pro Klassenzimmer. 
Nach dem Krieg gingen die Eltern wieder nach Neapel. Das dortige Handschuhgeschäft des Vaters war von einer Bombe getroffen worden.
Auf Empfehlung eines Freundes ging der gelernte Ingenieur De Crescenzo in den 1960er Jahren zu IBM Italia, die gerade die Lochkartentechnik in Italien einführte. Er wurde zum Marketingleiter ernannt. Eine Position, die er viele Jahre lang ausübte.
De Crescenzo hatte sich schon als Gymnasiast mit der Philosophie der Antike beschäftigt. In Mailand beschäftigte er sich wieder damit. Er hatte gerade eine Scheidung hinter sich und litt unter Einsamkeit und Überarbeitung. Mit 45 Jahren kündigte er bei IBM, um nur noch als Schriftsteller zu arbeiten.

## Veröffentlichungen
Er hat rund 40 Bücher veröffentlicht, die oft internationale Bestseller wurden. In seinen Büchern verbindet er die Lebensart und Mentalität Italiens und ganz besonders die seiner Heimatstadt Neapel humorvoll mit philosophischen Themen. Bislang wurden seine Werke in 19 Sprachen übersetzt und 18 Millionen Bücher verkauft.
Nach seinem schriftstellerischen Erfolg Also sprach Bellavista schrieb De Crescenzo weitere Bücher über Philosophie und die Antike, in denen er auf humoristische Weise antike Motive aufgriff.
Auch wurde er als Drehbuchautor und Regisseur aktiv; so verfilmte er seinen großen Erfolg selbst und ließ drei weitere Filme folgen. Für Also sprach Bellavista schrieb er auch das Drehbuch und übernahm die Titelrolle.

## Werke
- Così parlò Bellavista. Napoli, amore e libertà. Arnoldo Mondadori Editore, Mailand 1977
  - deutsch: Also sprach Bellavista. Neapel, Liebe und Freiheit. Aus dem Italienischen von Linde Birk. Diogenes, Zürich 1986, ISBN 3-257-21670-X.
- Raffaele. Cartoons. Mondadori, Mailand 1978
- La Napoli di Bellavista. Sono figlio di persone antiche. Mondadori, Mailand 1979
- Zio Cardellino. Roman. Mondadori, Mailand 1981
  - deutsch: Zio Cardellino. Der Onkel mit dem Vogel. Aus dem Italienischen von Ina von Puttkamer. Diogenes, Zürich 1991, ISBN 3-257-21914-8.
- Storia della Filosofia Greca. Mondadori, Mailand 1983/86
  - deutsch: Geschichte der griechischen Philosophie. Aus dem Italienischen von Linde Birk. Diogenes, Zürich 1990.
- Teil 1: I Presocratici. 1983
  - deutsch: Die Vorsokratiker. Diogenes, Zürich 1990, ISBN 3-257-21912-1.
- Teil 2: Da Socrate in Poi. 1986
  - deutsch: Von Sokrates bis Plotin. Diogenes, Zürich 1990, ISBN 3-257-21913-X.
- Oi dialogoi. I dialoghi di Bellavista. Mondadori, Mailand 1985
  - deutsch: Oi dialogoi. Von der Kunst, miteinander zu reden. Aus dem Italienischen von Jürgen Bauer. Diogenes, Zürich 1989, ISBN 3-257-21758-7.
- La domenica del villaggio. Mondadori, Mailand 1987
- Vita di Luciano De Crescenzo. Scritta da lui medesimo. Mondadori, Mailand 1989 (Autobiographie)
  - deutsch: Im Bauch der Kuh. Mein neapolitanisches Leben. Aus dem Italienischen von Linde Birk. Goldmann, München 1992, ISBN 3-442-42606-5.
- Elena, Elena, amore mio. Mondadori, Mailand 1991
  - deutsch: Helena, Helena amore mio. Roman. Aus dem Italienischen von Linde Birk. Knaus, München 1991, ISBN 3-8135-1261-4.
- I miti dell’amore. Mondadori, Mailand 1991
  - deutsch: Von der Macht der Liebe. Geschichten aus der Antike. Aus dem Italienischen von Bruno Genzler. btb, München 2002, ISBN 3-442-72152-0.
- Il dubbio. Mondadori, Mailand 1992
  - deutsch: Lob des Zweifels. Philosophische Betrachtungen. Aus dem Italienischen von Linde Birk. btb, München 1996, ISBN 3-442-72069-9.
- I miti degli eroi. Mondadori, Mailand 1992
  - deutsch: Als Männer noch Helden sein durften. Antike Mythen neu erzählt. Aus dem Italienischen von Bruno Genzler. Goldmann, München 1999, ISBN 3-442-72151-2.
- Croce e delizia. Mondadori, Mailand 1993 (dooyoo.it)[7]
  - deutsch: Meine Traviata. Aus dem Italienischen von Linde Birk. Knaus, München 1994, ISBN 3-8135-1263-0.
- I miti degli dei. Mondadori, Mailand 1993
  - deutsch: Kinder des Olymp. Antike Göttermythen neu erzählt. Aus dem Italienischen von Bruno Genzler. btb, München 2002, ISBN 3-442-72150-4.
- I miti della guerra di Troia. Mondadori, Mailand 1994
  - Das Urteil des Paris. Antike Mythen neu erzählt. Aus dem Italienischen von Bruno Genzler. btb, München 2000, ISBN 3-442-72153-9.
- Usciti in fantasia. Nove racconti. Mondadori, Mailand 1994
- Panta rei. Mondadori, Mailand 1994
  - deutsch: Alles fließt, sagt Heraklit. Aus dem Italienischen von Linde Birk. btb, München 1997, ISBN 3-442-72165-2.
- Ordine e disordine. Mondadori, Mailand 1996
  - deutsch: Die Kunst der Unordnung. Aus dem Italienischen von Bruno Genzler. Knaus, München 1997, ISBN 3-8135-1981-3.
- Nessuno L’Odissea raccontata ai lettori d’oggi. Mondadori, Mailand 1997
  - deutsch: Der Listenreiche. Die Odyssee, neu erzählt für den Leser von heute. Aus dem Italienischen von Bruno Genzler. btb, München 2000, ISBN 3-442-72634-4.
- Il tempo e la felicità. Mondadori, Mailand 1998
  - deutsch: Die Zeit und das Glück. Aus dem Italienischen von Bruno Genzler. btb, München 2000, ISBN 3-442-72963-7.
- Le donne sono diverse. Mondadori, Mailand 1999
  - deutsch: Und ewig lockt das Weib. Aus dem Italienischen von Bruno Genzler. btb, München 2001, ISBN 3-442-72680-8.
- Tale e quale. Romanzo. Mondadori, Mailand 2001
  - deutsch: Mein Doppelgänger und ich. Aus dem Italienischen von Bruno Genzler. btb, München 2003, ISBN 3-442-73032-5.
- Storia della filosofia medioevale. Mondadori, Mailand 2002
  - deutsch: Kleine Geschichte der mittelalterlichen Philosophie. Aus dem Italienischen von Bruno Genzler. btb, München 2005, ISBN 3-442-73273-5.
- Storia della filosofia moderna. Da Cartesio a Kant. Arnoldo Mondadori Editore, Mailand 2004
  - deutsch: Und sie bewegt sich doch.[8] Die Anfänge des modernen Denkens, Von Nikolaus von Kues bis Galileo Galilei. Aus dem Italienischen von Bruno Genzler. Knaus, München 2004, ISBN 3-8135-0246-5.
- I pensieri di Bellavista. Mondadori, Mailand 2005
- Il pressappoco. Elogio del quasi. Mondadori, Mailand 2007
- Il caffè sospeso sagezza quotidiana in piccoli sorsi. Mondadori, Mailand 2008
- Socrate e compagnia bella. Mondadori, Mailand 2009
  - Neuausgabe als: 7 idee per 7 filosofi. Mondadori, Mailand 2016
- Ulisse era un fico. Mondadori, Mailand 2010
- Tutti santi me compreso. Mondadori, Mailand 2011
- Fosse ’a Madonna! Storie, grazie, apparizioni della mamma di Gesù. Mondadori, Mailand 2012
- Garibaldi era comunista. E altre cose che non sapevate dei grandi della storia. Mondadori, Mailand 2013
- Gesù è nato a Napoli. La mia storia del presepe. Mondadori, Mailand 2013
- Ti porterà fortuna. Guida insolita di Napoli. Mondadori, Mailand 2014
- Stammi felice. Filosofia per vivere relativamente bene. Mondadori, Mailand 2015
- Ti voglio bene assai. Storia e (filosofia) della canzona napoletana. Mondadori, Mailand 2015
- Non parlare, baciami. La filosofia e l’amore. Mondadori, Mailand 2016
- Sono stato fortunato. Autobiografia. Mondadori, Mailand 2018
- Napolitudine. Dialoghi sulla vita, la felicità e la smania ’e turnà (mit Alessandro Siani). Mondadori, Mailand 2019

## Filmografie
Darsteller
- 1980: Tele Vaticano – Das Auge des Papstes (Tele Vaticano)
- 1990: Samstag, Sonntag, Montag (Sabato, domenica e lunedi)

Regie und Drehbuch
- 1984: Also sprach Bellavista (Cosi parlo Bellavista) – auch Darsteller
- 1988: 32 dicembre
- 1995: Croce e delizia